# Amphipterygidae
Az Amphipterygidae a kis szitakötők (Zygoptera) alrendjébe és a fátyolkaszitakötők öregcsaládjába tartozó egyik  család.

## Rendszerezés
A családba az alábbi alcsaládok, nemek és fajok tartoznak:
- Amphipteryginae alcsalád
  - Amphipteryx
    - Amphipteryx agrioides
    - Amphipteryx longicaudata

  - Devadatta
    - Devadatta argyoides
    - Devadatta cyanocephala
    - Devadatta ducatrix
    - Devadatta glaucinotata
    - Devadatta multinervosa
    - Devadatta podolestoides

- Rimanellinae alcsalád
  - Pentaphlebia
    - Pentaphlebia gamblesi
    - Pentaphlebia stahli

  - Rimanella
    - Rimanella arcana